# Marco Matthes
Marco Matthes (* 1977 in Berlin) ist ein deutscher Schauspieler.

## Leben
Marco Matthes, in West-Berlin geboren, wuchs in Berlin, in Baden-Württemberg und in Schleswig-Holstein auf. Erste schauspielerische Erfahrungen machte er im Amateurbereich am Kellertheater Hamburg. Im Rahmen seines Zivildienstes gründete er in Lauenburg/Elbe eine Theatergruppe, wo er selbst auch Stücke inszenierte und die Darsteller unterrichtete.
Seine Schauspielausbildung absolvierte er von 2000 bis 2004 an der Hochschule für Schauspielkunst „Ernst Busch“ (HfS „Ernst Busch“) in Berlin. Sein Diplom legte er mit Auszeichnung ab. Außerdem besuchte er Schauspielworkshops bei Peter Zadek, Regine Lutz und Gisela May. Seit 2012 besucht er regelmäßig Schauspielcoachings bei Sigrid Andersson („Die Tankstelle“, Berlin). Außerdem schloss er einen Synchron-Schauspielkurs bei der Berliner Synchron erfolgreich ab.
Nach seinem Studium erhielt er direkt sein erstes Theaterengagement am Schauspielhaus Düsseldorf (2003–2006). Es folgten Gastengagements am Schauspielhaus Zürich (2006, als Professor in Emil und die Detektive; Regie: Annette Raffalt), Staatsschauspiel Dresden (2007, als Hephaistos in Prometheus; Regie: Holk Freytag) und am Theater Lübeck (2007, als Carluccio in der Goldoni-Komödie Der Impresario von Smyrna; Regie: Walter Meierjohann).
In der Spielzeit 2009/10 war er festes Ensemblemitglied am Volkstheater Rostock, mit Rollen wie Alain in Der Gott des Gemetzels, Albert in Die Leiden des jungen Werthers, Flaut/Thisbe in Ein Sommernachtstraum und Dr. Spivey in Einer flog übers Kuckucksnest (Regie: Martin Nimz). Mit Beginn der Spielzeit 2010/11 wechselte Matthes an das Theater Senftenberg, wo er bis 2014 blieb. Hier spielte er u. a. Jedermann/Mammon in Jedermann (2010; Regie: Sewan Latchinian), den Major von Tellheim in Minna von Barnhelm (2010; Regie: Esther Undisz), den Amtsvorsteher Wehrhahn in Der Biberpelz (2012–2013; Regie: Sewan Latchinian) und den Professor Higgins im Musical My Fair Lady (2012–2013; Regie: Johannes Zametzer).
Anschließend arbeitete er bis 2016 freischaffend. Von 2014 bis 2016 trat er dann als Gast wieder am Volkstheater Rostock auf, mit der Rolle des Valère in Der Geizige (Regie: Sewan Latchinian). 2014 gastierte er bei den Störtebeker-Festspielen auf Rügen. 2015/2016 trat er bei der „Compagnie de Comédie“ in Rostock auf.
Seit der Spielzeit 2016/17 ist er fest am Deutschen Theater in Göttingen engagiert. Hier spielte er zu Beginn seines Engagements u. a. den Herzog Alba in Don Karlos (Regie: Maik Priebe) und den Feldherrn Holofernes in Judith (Regie: Matthias Kaschig).
Marco Matthes wirkte auch in einigen Film- und Fernsehproduktionen mit, wo er u. a. an der Seite von Schauspielkollegen wie Johannes Allmayer, Christina Athenstädt, Katrin Sass und Hermann Beyer spielte. In der 5. Staffel der ZDF-Fernsehserie Heldt (2017) war er in einer Episodennebenrolle als Standesamtsmitarbeiter Matthias Raschke zu sehen. In der 5. Staffel der ARD-Krimiserie Morden im Norden (2018) folgte eine Episodenrolle, als Bruder einer Pfarrerin, der von ihrem Amtsvorgänger als Kind sexuell missbraucht wurde. In der 15. Staffel der ZDF-Serie Notruf Hafenkante (2021) übernahm er eine der Episodenrollen als Bruder einer schwer krebskranken Patientin und Rollstuhlfahrerin.
Matthes ist auch als Schauspieldozent tätig und unterrichtete immer wieder auch private Schauspielschüler. An der HfS „Ernst Busch“ gab er Unterricht in den Abteilungen Schauspiel und Regie. Während seines Engagements am Schauspielhaus Zürich leitete er Workshops im Fach Schauspiel und gab dort Grundlagenunterricht. Ab 2010 unterrichtete er als Lehrbeauftragter an der Hochschule für Musik und Theater Rostock im Fach Schauspiel.
Marco Matthes hat einen Sohn (Stand: Oktober 2017). Er lebt mit seiner Familie in Göttingen.

## Filmografie (Auswahl)
- 2008: Immer Sommer (Kurzfilm)
- 2009: Distanz (Film)
- 2012: Weisser Amur (Kurzfilm)
- 2013: Die Haushälterin (Kurzfilm)
- 2014: Von guten Händen (Kurzfilm)
- 2015: Der Usedom-Krimi: Schandfleck (Fernsehreihe)
- 2015: Anderst schön (Fernsehfilm)
- 2017: Heldt: Und täglich stirbt das Kuscheltier (Fernsehserie)
- 2018: Morden im Norden: Tödliche Mitschuld (Fernsehserie)
- 2020: Schuss in der Nacht – Die Ermordung Walter Lübckes (TV-Dokudrama)
- 2021: SOKO Wismar: Tod im Rettungswagen (Fernsehserie)
- 2021: Notruf Hafenkante: Selbstbestimmt (Fernsehserie)

## Theater (Auswahl)
- 2019: Vögel von Wajdi Mouawad – Deutsches Theater Göttingen, Regie: Katharina Ramser, Rolle: Al Wazzan
- 2019: Woyzeck von Georg Büchner – Deutsches Theater Göttingen, Regie: Antje Thoms, Rolle: Hauptmann
- 2020: Der eingebildete Kranke von Molière – Deutsches Theater Göttingen, Regie: Matthias Reichwald, Rolle: Cléante
- 2022: PARDAUZ! SCHNUPDIWUP! KLIRRBATSCH! RABUM! von Rebekka Kricheldorf und Hannah Zufall – Deutsches Theater Göttingen, Regie: Annette Pullen, Rolle: Lehrer Lämpel
- 2022: Früchte des Zorns von John Steinbeck. Nach einer Adaption von Frank Galati übersetzt von Gottfried Greiffenhagen und Bettina von Leoprechting – Deutsches Theater Göttingen, Regie: Christoph Mehler, Rolle: Vater Joad
- 2022: Zerstörte Straßen von Natalija Woroschbyt. Übersetzt von Lydia Nagel – Deutsches Theater Göttingen, Regie: Niklas Ritter, Rolle(n): Kommandant / Wasja / Oma
- 2023: Fragmente der Zärtlichkeit nach Édouard Louis. Übersetzt von Hinrich Schmidt-Henkel – Deutsches Theater Göttingen, Regie: Moritz Franz Beichl, Rolle: Vater
- 2023: Nora oder Ein Puppenhaus von Henrik Ibsen. Übersetzt von Hinrich Schmidt-Henkel – Deutsches Theater Göttingen, Regie: Marcel Gisler, Rolle: Rechtsanwalt Nils Krogstad
- 2023: GRM. Brainfuck von Sibylle Berg in einer Fassung von Niklas Ritter – Deutsches Theater Göttingen, Regie: Niklas Ritter, Rolle(n): alle Antagonisten
- 2024: La Révolution #1 – Wir schaffen das schon von Joël Pommerat. Übersetzt von Isabelle Rivoal – Deutsches Theater Göttingen, Regie: Schirin Khodadadian, Rolle(n): Dumont Brézé / Boudin
- 2024: Sein oder Nichtsein von Nick Whitby nach dem gleichnamigen Film von Ernst Lubitsch – Deutsches Theater Göttingen, Regie: Nick Hartnagel, Rolle: Rowicz
- 2024: Der Zauberer von Oz von Sergej Gößner nach dem Buch von Lyman Frank Baum – Deutsches Theater Göttingen, Regie: Maria Viktoria Linke, Rolle(n): Hexe von Oz / Vater
- 2025: Nach dem Leben (After Life) von Jack Thorne nach dem Film von Hirokazu Kore-eda in einer Bühnenfassung von Bunny Christie, Jeremy Herrin und Jack Thorne übersetzt von John Birke – Deutsches Theater Göttingen, Regie: Ulrike Arnold, Rolle: Chef
- 2025: Mephisto von Klaus Mann in einer Bühnenfassung von Bastian Kraft – Deutsches Theater Göttingen, Regie: Erich Sidler, Rolle(n): Julien / Der Ministerpräsident